# 馬雄 (少將)
馬雄，男丶中國大陸政治人物丶軍事人物丶中共党員丶中共將領。

## 生平
歷任第13集团军副军长，另外在2015年曾任四川省軍區副司令員，以及曾仼職成都军区，少將軍階，云南鲁甸抗震救灾期間率第13集团军前往災區協助。